# Memorial Van Damme 2007
De Memorial Van Damme 2007 was een atletiektoernooi dat op 14 september 2007 plaatsvond. Het was de 31ste editie van de Memorial Van Damme. Deze wedstrijd, onderdeel van de IAAF Golden League, werd gehouden in het Koning Boudewijnstadion in Brussel. 
Meseret Defar verbeterde het wereldrecord op de 2 mijl (3218 m) en Kim Gevaert won de 200 m.

## Uitslagen

### Mannen

#### 100 m
| rang   | atleet              | land | tijd        |
| ------ | ------------------- | ---- | ----------- |
| Goud   | Asafa Powell        | JAM  | 9,84 s (MR) |
| Zilver | Jaysuma Saidy Ndure | NOR  | 10,11 s     |
| Brons  | Michael Frater      | USA  | 10,12 s     |
| 4      | Marlon Devonish     | GBR  | 10,16 s     |
| 5      | Marc Burns          | TRI  | 10,18 s     |
| 6      | Francis Obikwelu    | POR  | 10,25 s     |
| 7      | Olusoji Fasuba      | NGR  | 10,29 s     |
| 8      | Darvis Patton       | USA  | 10,30 s     |
| 9      | Leroy Dixon         | USA  | 10,31 s     |

Wereldrecordhouder Asafa Powell kwam niet snel uit de startblokken, dat kwam misschien mede door een valse start. Maar hij racete heel goed en zette een nieuw meetingrecord neer: 9,84.

#### 200 m
| rang   | atleet            | land | tijd    |
| ------ | ----------------- | ---- | ------- |
| Goud   | Wallace Spearmon  | USA  | 19,88 s |
| Zilver | Xavier Carter     | USA  | 20,04 s |
| Brons  | Usain Bolt        | JAM  | 20,14 s |
| 4      | Rodney Martin     | USA  | 20,39 s |
| 5      | Johan Wissman     | SWE  | 20,49 s |
| 6      | Joshua J. Johnson | USA  | 20,54 s |
| 7      | Paul Hession      | IRL  | 20,79 s |
| 8      | Guus Hoogmoed     | NED  | 20,85 s |
| 9      | Kristof Beyens    | BEL  | 20,94 s |

Ondanks de afwezigheid van de wereldkampioen Tyson Gay werd het een spannende wedstrijd. Spearmon liep bijna de hele wedstrijd op kop en haalde een tijd die beneden de 20 seconden lag. De Belg Kristof Beyens (halve finale WK in Osaka) eindigde als negende in 20,94. Achteraf verklaarde hij dat het "op" was.
De Nederlander Guus Hoogmoed eindigde als achtste in 20,85.

#### 800 m
| rang   | atleet            | land | tijd    |
| ------ | ----------------- | ---- | ------- |
| Goud   | David Rudisha     | KEN  | 1.44,15 |
| Zilver | Mbulaeni Mulaudzi | RSA  | 1.44,40 |
| Brons  | Yusuf Saad Kamel  | BRN  | 1.44,43 |
| 4      | Belal Mansoor Ali | BRN  | 1.44,89 |
| 5      | Mohammed Al-Salhi | KSA  | 1.45,30 |
| 6      | Joeri Borzakovski | RUS  | 1.45,46 |
| 7      | Alfred Yego       | KEN  | 1.45,83 |
| 8      | Thomas Matthys    | BEL  | 1.47,30 |
| 9      | Arnoud Okken      | NED  | 1.47,77 |

#### 1500 m
| rang   | atleet              | land | tijd         |
| ------ | ------------------- | ---- | ------------ |
| Goud   | Daniel Komen        | KEN  | 3.32,67      |
| Zilver | Mohamed Moustaoui   | MAR  | 3.34,68      |
| Brons  | Juan Carlos Higuero | ESP  | 3.34,72      |
| 4      | Geoffrey Rono       | KEN  | 3.35,72 (SB) |
| 5      | Andy Baddeley       | GBR  | 3.35,94      |
| 6      | Rashid Ramzi        | BRN  | 3.36,20      |
| 7      | Shedrack Korir      | KEN  | 3.36,45      |
| 8      | Arturo Casado       | ESP  | 3.36,68      |
| 9      | Elkana Angwenyi     | KEN  | 3.37,23 (SB) |
| 10     | Jon Rankin          | USA  | 3.37,68      |
| 11     | Suleiman Simotwo    | KEN  | 3.38,20      |
| 12     | Hassan Mourhit      | BEL  | 3.43,28      |
| 13     | Asbel Kiprop        | KEN  | 3.43,98      |
| 14     | Nicholas Kemboi     | KEN  | 3.44,17      |
| 15     | Joeri Jansen        | BEL  | 3.47,39      |

De Belg Joeri Jansen eindigde als laatste in 3.47,39, ver boven zijn PR.

#### 3000 m steeple
| rang   | atleet              | land | tijd         |
| ------ | ------------------- | ---- | ------------ |
| Goud   | Paul Kipsiele Koech | KEN  | 7.58,80 (WL) |
| Zilver | Brimin Kipruto      | KEN  | 8.02,89 (PB) |
| Brons  | Willy Komen         | KEN  | 8.11,18 (PB) |

Mede door de twee sterke hazen, de Belg Pieter De Smet en de Nederlander Simon Vroemen, werd een WL gelopen. Voorts was er ook nog een PB voor de vierde Bouabdellah Tahri in 8.15,69.

#### 5000 m
| rang   | atleet         | land | tijd          |
| ------ | -------------- | ---- | ------------- |
| Goud   | Sileshi Sihine | ETH  | 12.50,16 (SB) |
| Zilver | Eliud Kipchoge | KEN  | 12.50,38 (SB) |
| Brons  | Moses Kipsiro  | UGA  | 12.50,72 (NR) |

Voorts waren er nog PB voor Joseph Ebuya, Thomas Longosiwa, Salhe Warga en Mohamed Farga. En een SB voor Abraham Chebii, Tariku Bekele en Matt Tegenkamp.

#### 10.000 m
| rang   | atleet          | land | tijd          |
| ------ | --------------- | ---- | ------------- |
| Goud   | Kenenisa Bekele | ETH  | 26.46,19 (WL) |
| Zilver | Moses Masai     | KEN  | 26.49,20 (PB) |
| Brons  | Micah Kogo      | KEN  | 26.58,42 (SB) |

NR voor Dieudonné Disi ( RWA), PR voor Bernard Kipyego en SB voor John Cheruiyot Korir.

#### 110 m horden
| rang   | atleet        | land | tijd    |
| ------ | ------------- | ---- | ------- |
| Goud   | Dayron Robles | CUB  | 13,21 s |
| Zilver | Anwar Moore   | USA  | 13,25 s |
| Brons  | Allen Johnson | USA  | 13,27 s |

#### 4 x 100 m estafette
| rang   | atleet | land | tijd    |
| ------ | ------ | ---- | ------- |
| Goud   | RFCL   | BEL  | 40,98 s |
| Zilver | RESC   | BEL  | 41,14 s |
| Brons  | KKS    | BEL  | 42,03 s |

Er deden enkel Belgische atletiekclubs mee. Hierbij zijn de afkortingen vermeld.

#### speerwerpen
| rang   | atleet              | land | afstand |
| ------ | ------------------- | ---- | ------- |
| Goud   | Tero Pitkämäki      | FIN  | 87,30 m |
| Zilver | Andreas Thorkildsen | NOR  | 86,14 m |
| Brons  | Magnus Arvidsson    | SWE  | 83,09 m |

#### hink-stap-springen
| rang   | atleet       | land | afstand |
| ------ | ------------ | ---- | ------- |
| Goud   | Walter Davis | USA  | 17,27 m |
| Zilver | Aarik Wilson | USA  | 17,20 m |
| Brons  | Nelson Évora | POR  | 17,14 m |

#### Futuris Kids Run
| rang   | atleet             | land | tijd    |
| ------ | ------------------ | ---- | ------- |
| Goud   | Jordy Schollaert   | BEL  | 3.01,92 |
| Zilver | Ward Van der Kelen | BEL  | 3.02,89 |
| Brons  | Xavier De Vriendt  | BEL  | 3.03,76 |

Er deden enkel Belgische jongens onder de twaalf jaar mee.

### Vrouwen

#### 100 m
| rang   | atleet            | land | tijd    |
| ------ | ----------------- | ---- | ------- |
| Goud   | Veronica Campbell | JAM  | 11,11 s |
| Zilver | Christine Arron   | FRA  | 11,22 s |
| Brons  | Torri Edwards     | USA  | 11,22 s |

#### 200 m
| rang   | atleet                   | land | tijd    |
| ------ | ------------------------ | ---- | ------- |
| Goud   | Kim Gevaert              | BEL  | 22,75 s |
| Zilver | Torri Edwards            | USA  | 22,81 s |
| Brons  | Sherry Fletcher          | GRN  | 23,08 s |
| 4      | Lashauntea Moore         | USA  | 23,13 s |
| 5      | Muriel Hurtis-Houairi    | FRA  | 23,29 s |
| 6      | Debbie Ferguson-McKenzie | BAH  | 23,34 s |
| 7      | Hanna Mariën             | BEL  | 23,56 s |
| 8      | Cydonie Mothersill       | CAY  | 23,57 s |
| 9      | Olivia Borlée            | BEL  | 24,01 s |

#### 400 m
| rang   | atleet           | land | tijd         |
| ------ | ---------------- | ---- | ------------ |
| Goud   | Sanya Richards   | USA  | 49,29 s (WL) |
| Zilver | Nicola Sanders   | GBR  | 50,34 s      |
| Brons  | Novlene Williams | JAM  | 50,66 s      |

#### 100 m horden
| rang   | atleet                 | land | tijd    |
| ------ | ---------------------- | ---- | ------- |
| Goud   | Susanna Kallur         | SWE  | 12,52 s |
| Zilver | Delloreen Ennis-London | JAM  | 12,61 s |
| Brons  | Michelle Perry         | USA  | 12,61 s |
| 4      | Angela Whyte           | CAN  | 12,69 s |
| 5      | Lolo Jones             | USA  | 12,70 s |
| 6      | Sally McLellan         | AUS  | 13,00 s |
| 7      | Josephine Onyia        | ESP  | 13,08 s |
| 8      | Eline Berings          | BEL  | 13,25 s |
| 9      | Perdita Felicien       | CAN  | 13,4 s  |

#### polsstokhoogspringen
| rang   | atleet             | land | hoogte      |
| ------ | ------------------ | ---- | ----------- |
| Goud   | Jelena Isinbajeva  | RUS  | 4,80 m      |
| Zilver | Svetlana Feofanova | RUS  | 4,80 m (SB) |
| Brons  | Kateřina Baďurová  | CZE  | 4,65 m      |

#### hoogspringen
| rang   | atleet            | land | hoogte      |
| ------ | ----------------- | ---- | ----------- |
| Goud   | Blanka Vlašić     | CRO  | 2,03 m      |
| Zilver | Jelena Slesarenko | RUS  | 2,01 m      |
| Brons  | Vita Palamar      | UKR  | 1,99 m (SB) |

Na haar winnende sprong over 2,03 m liet Blanka Vlašić de lat leggen op 2,10 m (wereldrecordhoogte), maar ze faalde drie keer.

#### 4 x 100 m estafette
| rang   | atleet | land | tijd    |
| ------ | ------ | ---- | ------- |
| Goud   | AVT    | BEL  | 47,61 s |
| Zilver | RESC   | BEL  | 48,37 s |
| Brons  | RAM    | BEL  | 48,41 s |

Er deden enkel Belgische atletiekclubs mee. Hierbij zijn de afkortingen vermeld.

#### 1 Eng. mijl
| rang   | atleet          | land | tijd         |
| ------ | --------------- | ---- | ------------ |
| Goud   | Maryam Jamal    | BRN  | 4.17,75 (MR) |
| Zilver | Jelena Soboleva | RUS  | 4.21,16      |
| Brons  | Olga Jegorova   | RUS  | 4.24,24      |

NR's voor Agnes Samaria ( NAM) en Btissam Lakhouad ( MAR). PB's voor Carmen Douma-Hussar, Erin Donohue en Hilary Stellingwerff

#### 2 Eng. mijl
| rang   | atleet                    | land | tijd         |
| ------ | ------------------------- | ---- | ------------ |
| Goud   | Meseret Defar             | ETH  | 8.58,58 (WR) |
| Zilver | Priscah Jepleting Cherono | KEN  | 9.14,09 (NR) |
| Brons  | Sylvia Kibet              | KEN  | 9.16,62      |
| 4      | Viola Kibiwot             | KEN  | 9.18,26      |
| 5      | Jéssica Augusto           | POR  | 9.22,89 (NR) |
| 6      | Helen Clitheroe           | GBR  | 9.38,39      |
| 7      | Veerle Dejaeghere         | BEL  | 9.49,93 (NR) |
| 8      | Mimi Belete               | ETH  | 10.06,60     |
| 9      | Bizunesh Urgesa           | ETH  | 10.08,10     |
| 10     | Mahlet Melese             | ETH  | 10.15,25     |

Meseret Defar verbeterde haar vorige wereldrecord (9.10,47, mei 2007) met bijna twaalf seconden.

#### Futuris Kids Run
| rang   | atleet                | land | tijd    |
| ------ | --------------------- | ---- | ------- |
| Goud   | Laura Bertrand        | BEL  | 3.05,07 |
| Zilver | Charlotte Vieilvoye   | BEL  | 3.06,99 |
| Brons  | Liza Van den Eeckhout | BEL  | 3.13,18 |

Er deden enkel Belgische meisjes onder de twaalf jaar mee.

## Legenda
- AR = Werelddeelrecord (Area Record)
- MR = Evenementsrecord (Meeting Record)
- SB = Beste persoonlijke seizoensprestatie (Seasonal Best)
- PB = Persoonlijk record (Personal Best)
- NR = Nationaal record (National Record)
- ER = Europees record (European Record)
- WL = 's Werelds beste seizoensprestatie (World Leading)
- WJ = Wereld juniorenrecord (World Junior Record)
- WR = Wereldrecord (World Record)

1977 · 
1978 · 
1979 · 
1980 · 
1981 · 
1982 · 
1983 · 
1984 · 
1985 · 
1986 · 
1987 · 
1988 · 
1989 · 
1990 · 
1991 · 
1992 · 
1993 · 
1994 · 
1995 · 
1996 · 
1997 · 
1998 · 
1999 · 
2000 · 
2001 · 
2002 · 
2003 · 
2004 · 
2005 · 
2006 · 
2007 · 
2008 · 
2009 · 
2010 · 
2011 ·
2012 ·
2013 ·
2014 ·
2015 ·
2016 ·
2017 ·
2018 ·
2019 .
2020 .
2021 .
2022 .
2023 .
2024 .
2025